# Glypta albifaciens
Glypta albifaciens är en stekelart som beskrevs av Dasch 1988. Glypta albifaciens ingår i släktet Glypta och familjen brokparasitsteklar. Inga underarter finns listade i Catalogue of Life.